# Villa Fortunatus

Plan der Villa Fortunatus

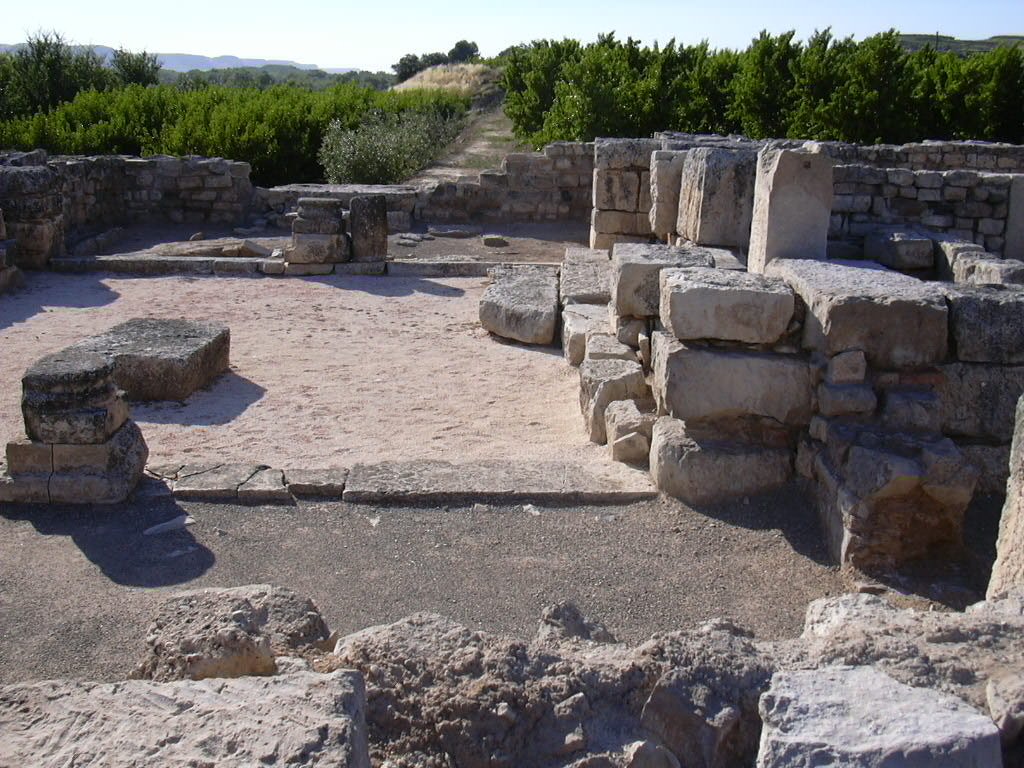
Eingang und Basilika

Die Villa Fortunatus ist eine um 1930 entdeckte, rund 4 km nördlich der Gemeinde Fraga (Huesca) gelegene archäologische Stätte in Aragonien, Spanien am linken Ufer des Río Cinca. Es handelt sich um ein großes Landgut. Der Name Fortunatus geht auf die Inschrift auf einem Mosaik zurück.

## Geschichte

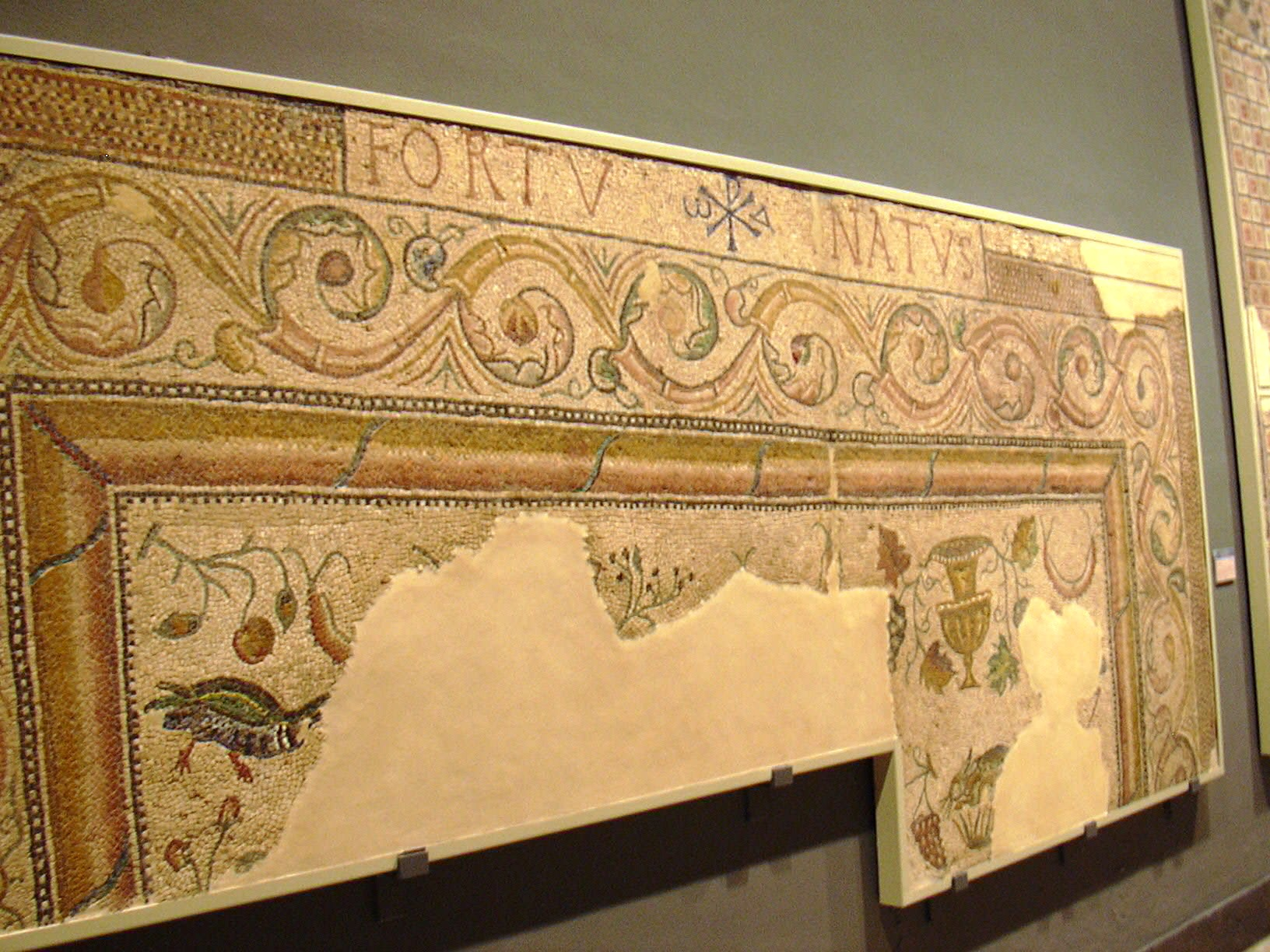
Mosaikinschrift Fortunatus mit Christusmonogramm

Die Villa Fortunatus soll seit der Zeit der römischen Republik besiedelt gewesen sein. 

## Anlage
Das Gut war um einen Innenhof (Peristyl) im Ausmaß von 17 mal 20,5 m errichtet. In der Anlage liegen zwei römische villae sowie eine frühchristliche Basilika (Ende des 4. oder Beginn des 5. Jahrhunderts, ein Rechteck von 13,5 mal 21,5 m) übereinander. Die Reste der Gebäude sind in gutem Erhaltungszustand.

## Mosaiken

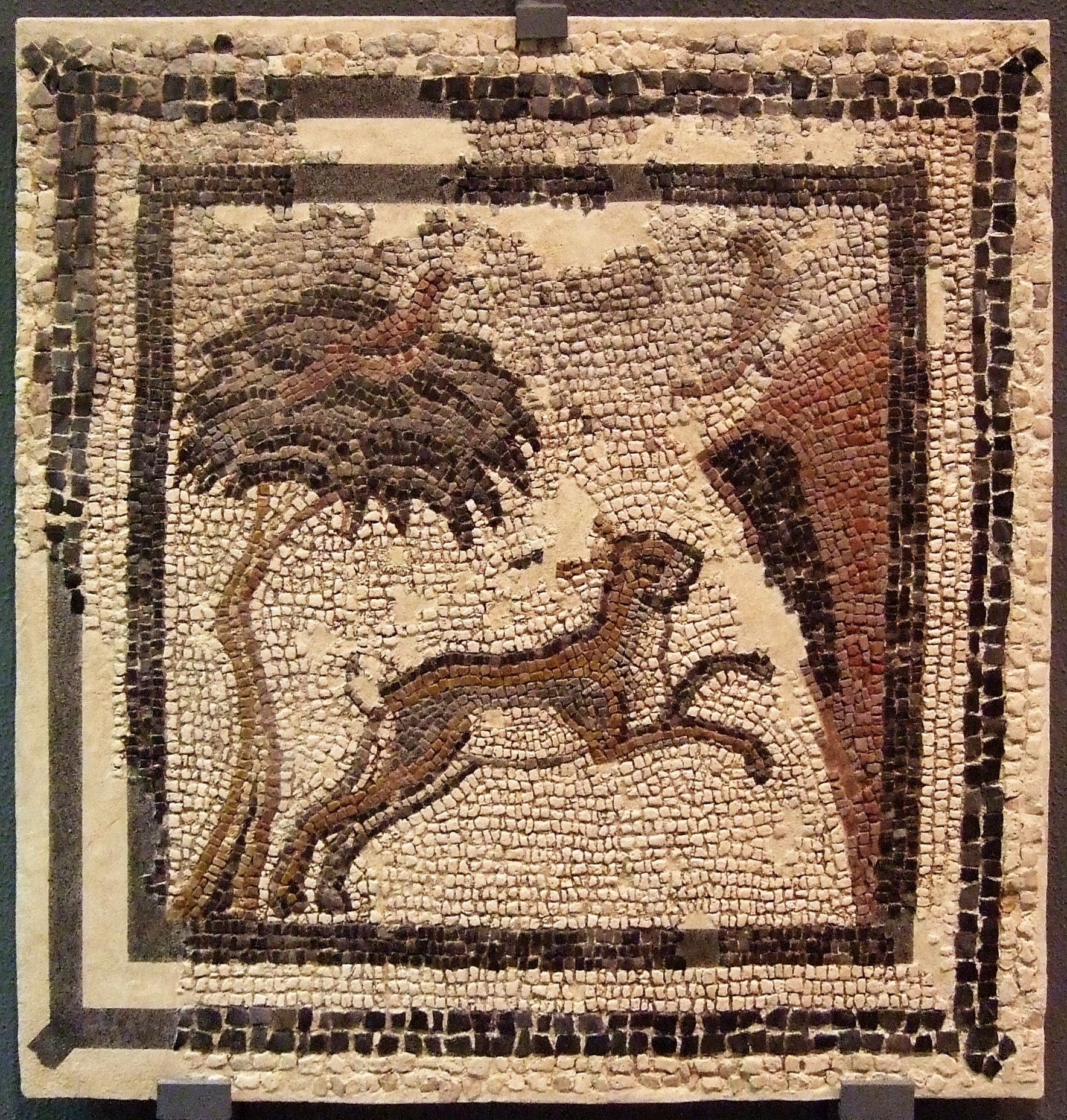
Mosaik des Monats April

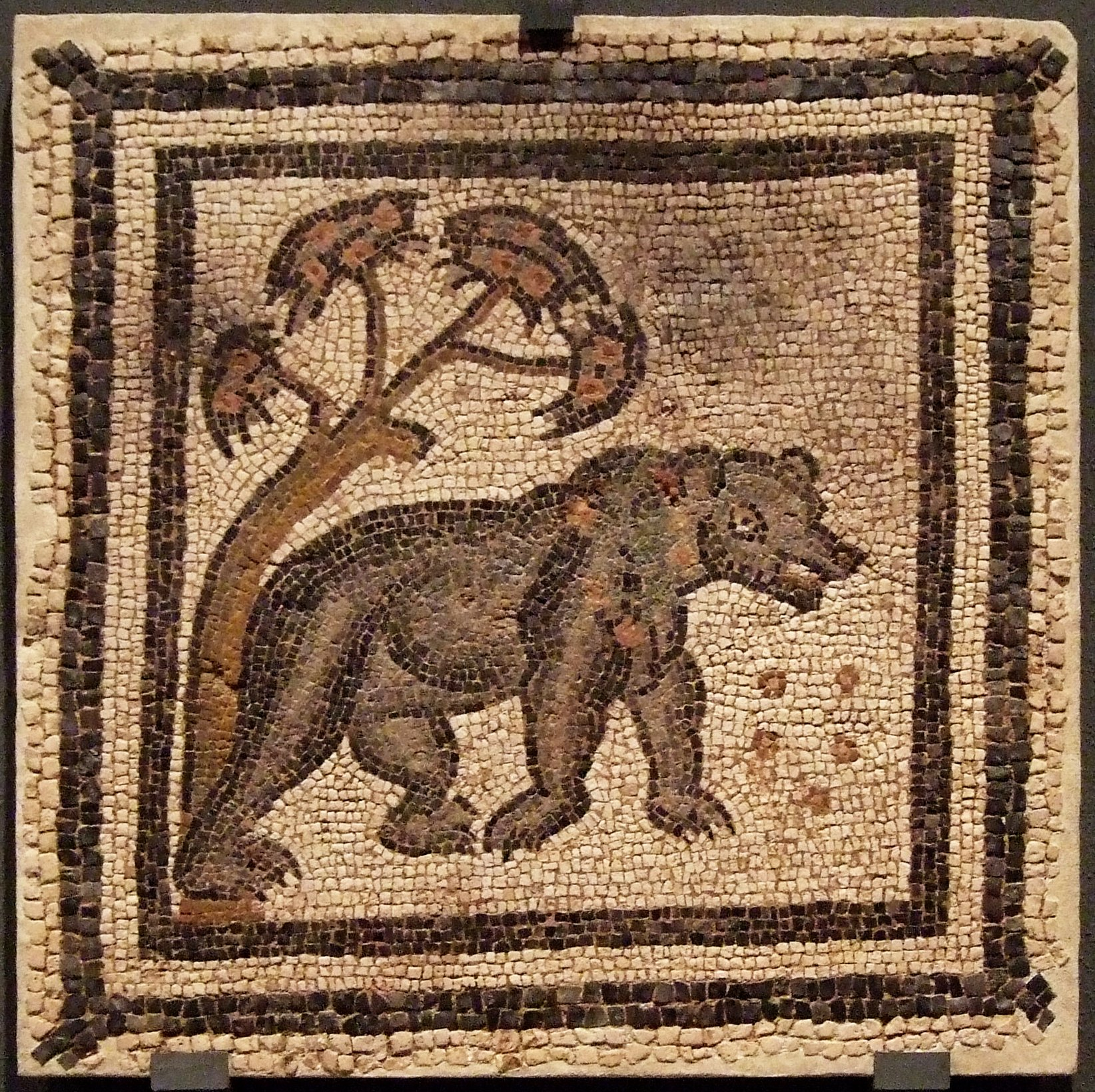
Mosaik des Monats November

Im Archäologischen Museum von Saragossa (Museo de Zaragoza) befinden sich verschiedene Mosaiken aus der Villa Fortunatus, darunter ein Monatszyklus und die Inschrift des Fortunatus.